# The Waterboys

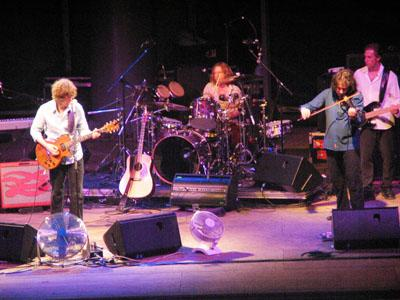
The Waterboys in Antwerpen (2003)

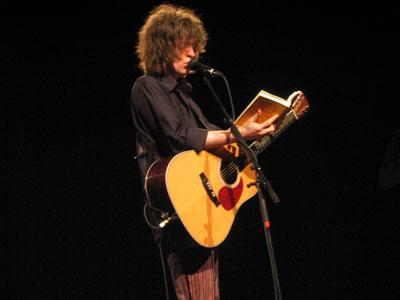
Mike Scott bei einem Waterboys-Konzert (Antwerpen, 2004)

The Waterboys sind eine britische Folk-Rock-Band, die auf schottisch-irische Musik zurückgreift. Sie veröffentlichte 1985 mit The Whole of the Moon ihren nach UK-Chartplatzierungen erfolgreichsten Titel.

## Formation
Die Band wurde 1981 von Mike Scott und dem Saxophonisten Anthony Thistlethwaite gegründet. Scott war ein Fanzine-Herausgeber aus Edinburgh. Er begann seine musikalische Laufbahn 1979 bei Another Pretty Face. 1981 zog er nach London und gründete die Band Funhouse Three, die im Herbst 1981 nach einer Textzeile von Lou Reed aus dem Lied The Kids in The Waterboys umbenannt wurde. In der Anfangsphase wechselten Bassist und Schlagzeuger häufig. 1983 erschien das erste Album, Waterboys, mit lyrischer, vom Irish Folk beeinflusster Rockmusik. Scotts klagender Gesang und raue Gitarren standen im Mittelpunkt. Die erste Single A Girl Called Johnny widmeten sie Patti Smith. Bei der zweiten LP A Pagan Place (1984) ersetzte das Ex-Stadium-Dogs-Mitglied Karl Wallinger Delhaye und der Schlagzeuger Kevin Wilkinson kam als Verstärkung.

## Erfolge und Auftritte
Mit steigendem Bekanntheitsgrad hatte die Band Auftritte als Vorgruppe bei Tourneen mit U2 und den Pretenders. Bei der Produktion der LP This Is the Sea (1985) wurde der Bassist Matthew Seligman integriert. Es war ihr bis dahin erfolgreichstes Album, das es unter die Top 40 der britischen Albumcharts schaffte. Viel Aufmerksamkeit erfuhren die Waterboys auch durch Live-Auftritte beim Glastonbury Festival. Nach internen Problemen bildete Wallinger 1986 mit World Party seine eigene Gruppe, während Seligman zu Thomas Dolby abwanderte. Die Besetzung änderte sich nun ständig. 1988 verarbeitete Scott seine Drogenprobleme mit dem Album Fisherman’s Blues. 1990 wurde das erfolgreichste Jahr der Waterboys: Room to Roam erschien und erreichte Platz 5 in den britischen Charts. Danach begannen Zerfallserscheinungen, denn Scott zog nach New York um, Thistlethwaite verließ die Band. 1993 erschien das Album Dream Harder mit Scott als alleinigem Bandmitglied und Session-Musikern wie Chris Bruce, Scott Thunes und Carla Azar. Scott debütierte 1995 als Solist und kam bis 1998 zu einigen Charterfolgen. Im Jahr 2000 wurde die Band nach jahrelanger Pause neu belebt.
2015 veröffentlichten die Waterboys das Album Modern Blues, das sie auch in Deutschland live präsentierten.

## Diskografie

### Alben
| Jahr | Titel                                | Höchstplatzierung, Gesamtwochen, AuszeichnungChartplatzierungen (Jahr, Titel, Platzierungen, Wochen, Auszeichnungen, Anmerkungen) | Höchstplatzierung, Gesamtwochen, AuszeichnungChartplatzierungen (Jahr, Titel, Platzierungen, Wochen, Auszeichnungen, Anmerkungen) | Höchstplatzierung, Gesamtwochen, AuszeichnungChartplatzierungen (Jahr, Titel, Platzierungen, Wochen, Auszeichnungen, Anmerkungen) | Höchstplatzierung, Gesamtwochen, AuszeichnungChartplatzierungen (Jahr, Titel, Platzierungen, Wochen, Auszeichnungen, Anmerkungen) | Anmerkungen                              |
| Jahr | Titel                                | DE | CH | UK | US | Anmerkungen                              |
| ---- | ------------------------------------ | --- | --- | --- | --- | ---------------------------------------- |
| 1984 | A Pagan Place                        | — | — | UK100 (1 Wo.)UK | — | Erstveröffentlichung: Juni 1984          |
| 1985 | This Is the Sea                      | — | — | UK37 Silber · (19 Wo.)UK | — | Erstveröffentlichung: 16. September 1985 |
| 1988 | Fisherman’s Blues                    | — | — | UK13 Gold · (19 Wo.)UK | US76 (26 Wo.)US | Erstveröffentlichung: 17. Oktober 1988   |
| 1990 | Room to Roam                         | — | — | UK5 Silber · (6 Wo.)UK | US180 (4 Wo.)US | Erstveröffentlichung: 17. September 1990 |
| 1993 | Dream Harder                         | DE67 (8 Wo.)DE | — | UK5 Silber · (10 Wo.)UK | US171 (2 Wo.)US | Erstveröffentlichung: 24. Mai 1993       |
| 1998 | The Live Adventures of the Waterboys | — | — | UK91 (1 Wo.)UK | — | Erstveröffentlichung: 29. Juni 1998      |
| 2000 | A Rock in the Weary Land             | — | — | UK47 (2 Wo.)UK | — | Erstveröffentlichung: 25. September 2000 |
| 2003 | Universal Hall                       | — | — | UK74 (1 Wo.)UK | — | Erstveröffentlichung: 9. Juni 2003       |
| 2007 | Book of Lightning                    | — | — | UK51 (1 Wo.)UK | — | Erstveröffentlichung: 2. April 2007      |
| 2011 | An Appointment with Mr.Yeats         | DE82 (1 Wo.)DE | — | UK30 (2 Wo.)UK | — | Erstveröffentlichung: 19. September 2011 |
| 2015 | Modern Blues                         | DE46 (1 Wo.)DE | CH56 (1 Wo.)CH | UK14 (5 Wo.)UK | — | Erstveröffentlichung: 19. Januar 2015    |
| 2017 | Out of All This Blue                 | DE68 (1 Wo.)DE | CH78 (1 Wo.)CH | UK8 (1 Wo.)UK | — | Erstveröffentlichung: 8. September 2017  |
| 2019 | Where the Action Is                  | DE65 (1 Wo.)DE | CH56 (1 Wo.)CH | UK21 (1 Wo.)UK | — | Erstveröffentlichung: 24. Mai 2019       |
| 2020 | Good Luck, Seeker                    | DE40 (1 Wo.)DE | CH92 (1 Wo.)CH | UK14 (1 Wo.)UK | — | Erstveröffentlichung: 21. August 2020    |
| 2022 | All Souls Hill                       | — | CH93 (1 Wo.)CH | UK94 (1 Wo.)UK | — | Erstveröffentlichung: 6. Mai 2022        |
| 2025 | Life, Death and Dennis Hopper        | — | CH48 (1 Wo.)CH | UK72 (… Wo.)UK | — | Erstveröffentlichung: 4. April 2025      |

Weitere Alben
- 1983: The Waterboys
- 1994: The Secret Life of the Waterboys 81–85
- 2001: Too Close to Heaven: The Unreleased Fisherman’s Blues Sessions
- 2005: Karma to Burn
- 2008: Kiss the Wind
- 2011: In a Special Place (The Piano Demos for This Is the Sea)
- 2012: Cloud of Sound

### Kompilationen
| Jahr | Titel                             | Höchstplatzierung, Gesamtwochen, AuszeichnungChartplatzierungen (Jahr, Titel, Platzierungen, Wochen, Auszeichnungen, Anmerkungen) | Höchstplatzierung, Gesamtwochen, AuszeichnungChartplatzierungen (Jahr, Titel, Platzierungen, Wochen, Auszeichnungen, Anmerkungen) | Höchstplatzierung, Gesamtwochen, AuszeichnungChartplatzierungen (Jahr, Titel, Platzierungen, Wochen, Auszeichnungen, Anmerkungen) | Höchstplatzierung, Gesamtwochen, AuszeichnungChartplatzierungen (Jahr, Titel, Platzierungen, Wochen, Auszeichnungen, Anmerkungen) | Anmerkungen                             |
| Jahr | Titel                             | DE | CH | UK | US | Anmerkungen                             |
| ---- | --------------------------------- | --- | --- | --- | --- | --------------------------------------- |
| 1991 | The Best of the Waterboys ’81–’90 | DE52 (8 Wo.)DE | — | UK2 Gold · (18 Wo.)UK | — | Erstveröffentlichung: 29. April 1991    |
| 2013 | Fisherman’s Box                   | — | — | UK84 (1 Wo.)UK | — | Erstveröffentlichung: 18. November 2013 |

Weitere Kompilationen
- 1998: The Whole of the Moon: The Music of Mike Scott and the Waterboys
- 2002: Open to Spirit: The Transformational Music of Mike Scott and the Waterboys
- 2003: The Essential Waterboys
- 2011: This Is the Sea / Fisherman’s Blues (2 CDs)

### Singles
| Jahr | Titel Album                             | Höchstplatzierung, Gesamtwochen, AuszeichnungChartsChartplatzierungen (Jahr, Titel, Album, Platzierungen, Wochen, Auszeichnungen, Anmerkungen) | Anmerkungen                                                      |
| Jahr | Titel Album                             | UK | Anmerkungen                                                      |
| ---- | --------------------------------------- | --- | ---------------------------------------------------------------- |
| 1983 | A Girl Called Johnny The Waterboys      | UK80 (3 Wo.)UK | Erstveröffentlichung: 18. April 1983                             |
| 1985 | The Whole of the Moon This Is the Sea   | UK3 ×2Doppelplatin · (17 Wo.)UK | Erstveröffentlichung: 14. Oktober 1985 Neuauflage: 25. März 1991 |
| 1989 | Fisherman’s Blues                       | UK32 Silber · (7 Wo.)UK | Erstveröffentlichung: 2. Januar 1989                             |
| 1989 | And a Bang on the Ear Fisherman’s Blues | UK51 (4 Wo.)UK | Erstveröffentlichung: 19. Juni 1989                              |
| 1993 | The Return of Pan Dream Harder          | UK24 (3 Wo.)UK | Erstveröffentlichung: 3. Mai 1993                                |
| 1993 | Glastonbury Song Dream Harder           | UK29 (3 Wo.)UK | Erstveröffentlichung: 12. Juli 1993                              |

Weitere Singles
- 1983: December
- 1984: The Big Music
- 1984: Church Not Made with Hands
- 1985: Don’t Bang the Drum
- 1985: This Is the Sea
- 1986: Medicine Bow
- 1989: How Long Will I Love You
- 1990: A Man Is in Love
- 1993: Preparing to Fly
- 2000: My Love Is My Rock in the Weary Land
- 2001: Is She Conscious (EP)
- 2001: We Are Jonah
- 2003: This Light Is for the World
- 2006: Everybody Takes a Tumble
- 2007: She Tried to Hold Me
- 2007: The Crash of Angel Wings
- 2009: Saints and Angels (mit Sharon Shannon)
- 2011: Sweet Dancer
- 2012: Politics
- 2014: November Tale